# Supercopa da Alemanha de 2025
A Supercopa da Alemanha de 2025 ou Supercopa Franz Beckenbauer de 2025 foi a 16ª edição da Supercopa Alemã organizada pela DFL, conhecida como Supercopa da Alemanha, uma partida anual de futebol disputada pelos vencedores da Bundesliga e da Copa da Alemanha da temporada anterior. A partida foi disputada em 16 de agosto de 2025.
A partida contou com a participação do Stuttgart, campeão da Copa da Alemanha de 2024–25, e do Bayern de Munique, campeão da Bundesliga de 2024–25. A partida foi organizada pelo Stuttgart na MHPArena, em Estugarda. Esta foi a primeira edição da competição desde que foi renomeada em homenagem a Franz Beckenbauer, falecido em janeiro de 2024.
O Bayern de Munique venceu a partida por 2 a 1 e conquistou seu 11º título da Supercopa.

## Equipes
Na tabela a seguir, as partidas até 1996 foram na era DFB-Supercopa, desde 2010 foram na era DFL-Supercopa.
| Equipe            | Qualificação                           | Aparições anteriores (em negrito indica os que venceu)                                                   |
| ----------------- | -------------------------------------- | --- |
| Stuttgart         | Campeão da Copa da Alemanha de 2024–25 | 2 (1992, 2024)                                                                                           |
| Bayern de Munique | Campeão da Bundesliga de 2024–25       | 17 (1987, 1989, 1990, 1994, 2010, 2012, 2013, 2014, 2015, 2016, 2017, 2018, 2019, 2020, 2021, 2022, 2023 |

## Partida
| 16 de agosto de 2025 | Stuttgart      | 1 – 2     | Bayern de Munique   | MHPArena, Estugarda                            |
| 20:30 (UTC+2)        | Leweling 90+3' | Relatório | 18' Kane · 77' Díaz | Público: 60 000 Árbitro: Harm Osmers (Hanôver) |